# Eva Röse

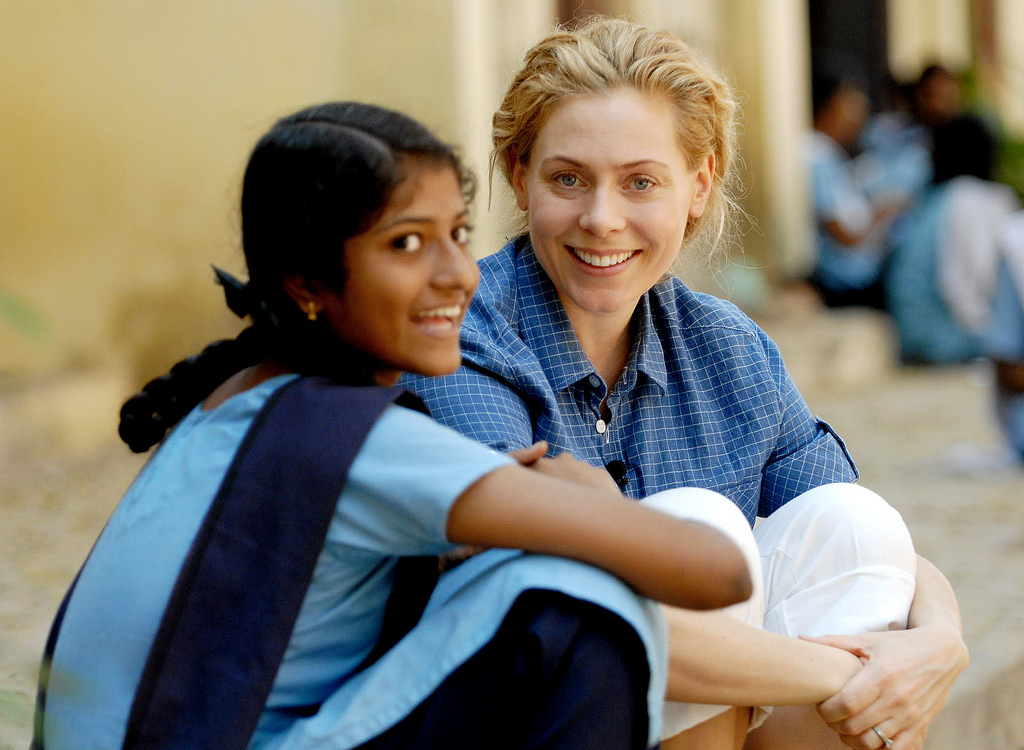
Eva Röse (droite) en visite en Inde

Eva Röse, née le 16 octobre 1973 à Vårberg, est une actrice et animatrice de télévision suédo-norvégienne.

## Biographie
Eva Röse est mariée avec le photographe et musicien Jacob Felländer, et ils ont quatre enfants ensemble.

Elle est ambassadrice de l'UNICEF depuis 2007.

## Filmographie

### Cinéma
- 1996 : Les Héros (De største helte)
- 1997 : Adam and Eva : une amie de la fille de Tove
- 1999 : Magnetisörens femte vinter : Sofie
- 2001 : Me and Morrison : Sophie
- 2003 : Cops : Jessica
- 2003 : Villmark : Elin
- 2006 : Storm : Lova
- 2006 : Att göra en pudel : Rita
- 2006 : Göta Kanal 2 : Petra Andersson
- 2008 : Rallybrudar : Ulla
- 2009 : Göta kanal 3 : Petra
- 2010 : Submission : elle-même – documentaire de Stefan Jarl
- 2015 : The Paradise Suite : Julia Lindh Åberg

### Télévision
- 1998 : Längtans blåa blomma : Beata « Betty » Tollman
- 2001 : Blå Måndag : Eva Lindgren
- 2008 : Sthlm
- 2008-2016 : Maria Wern (série TV) : Maria Wern
- 2012 : Real Humans : 100 % humain : Niska